# Seiffen/Erzgeb.
Seiffen/Erzgeb. is een gemeente en plaats in de Duitse deelstaat Saksen. De gemeente maakt deel uit van het Erzgebirgskreis, en ligt in het Ertsgebergte.
Seiffen/Erzgeb. telt 2.076 inwoners.

## Geografie

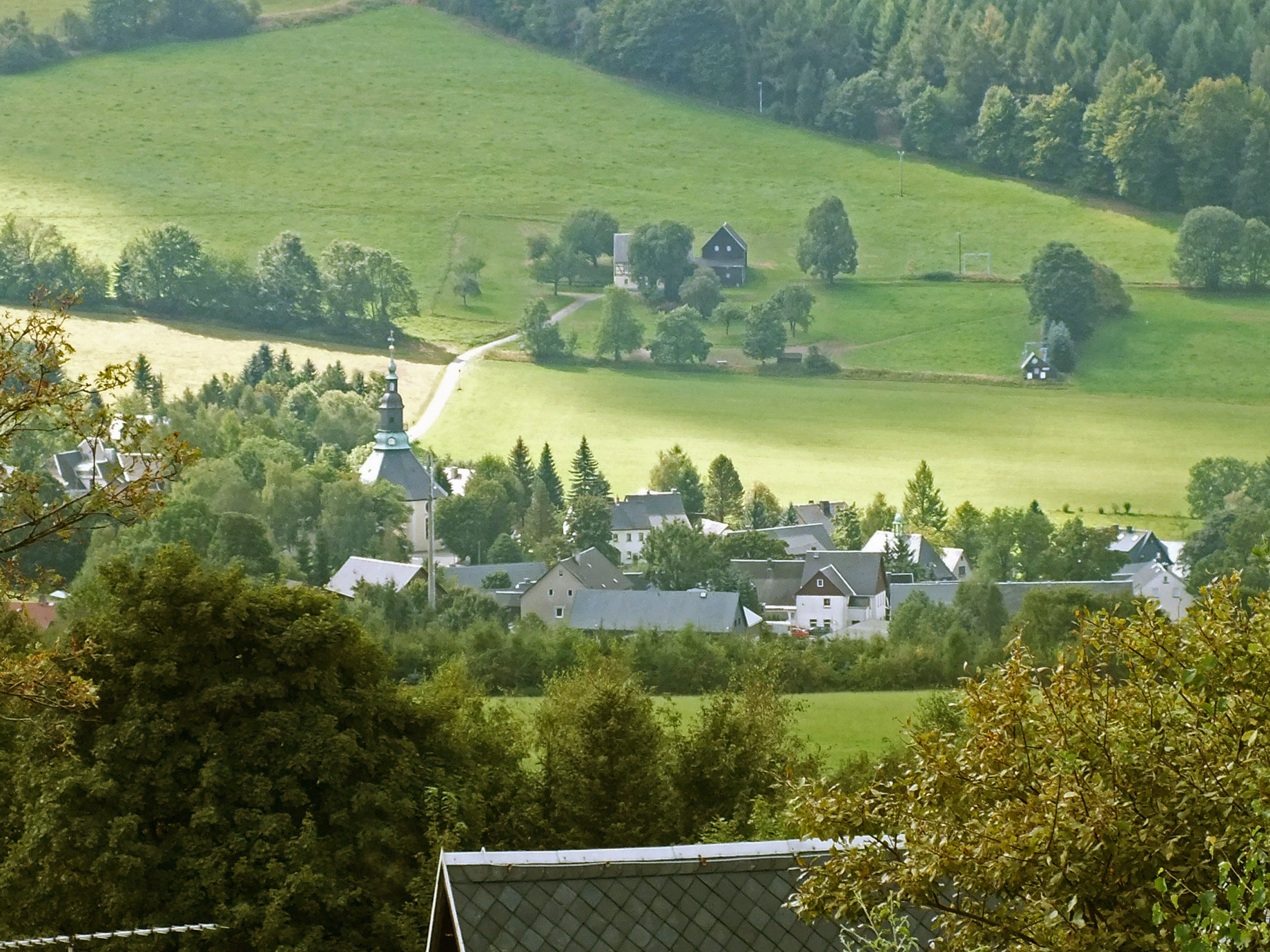
Gezicht op Seiffen

Tot de plaats, die circa 60 km ten zuidoosten van de grotere stad Chemnitz en aan de grens met Tsjechië ligt, behoren o.a. de dorpen Heidelberg, twee km ten oosten van het hoofddorp, Bad Einsiedel, ten oosten van Heidelberg, Ober- en Niederseiffenbach, respectievelijk enkele km ten zuiden en ten noordwesten van Seiffen-dorp, en het voormalige glasmakersdorp Heidelbach, waarvan overigens nog maar weinig is overgebleven.  Seiffen ligt op 650-700 m hoogte in het Ertsgebergte. Bad Einsiedel is een kuuroord, Seiffen zelf sedert 2015 een staatlich anerkannter Erholungsort.
Seiffen ligt afgelegen, er zijn geen autosnelwegen of zelfs Bundesstraßen in de nabije omgeving. Ook is Seiffen maar moeilijk per openbaar vervoer te bereiken. Niederseiffenbach ligt weliswaar aan een spoorlijntje, maar heeft sinds 2001 geen station meer. Het dichtstbij gelegen station is dat van Olbernhau-Grünthal (ongeveer 10 km ten westen van Niederseiffenbach), vanwaar men met een stoptreintje enkele malen per dag in ruim een uur station Chemnitz Hauptbahnhof kan bereiken.

## Economische geschiedenis

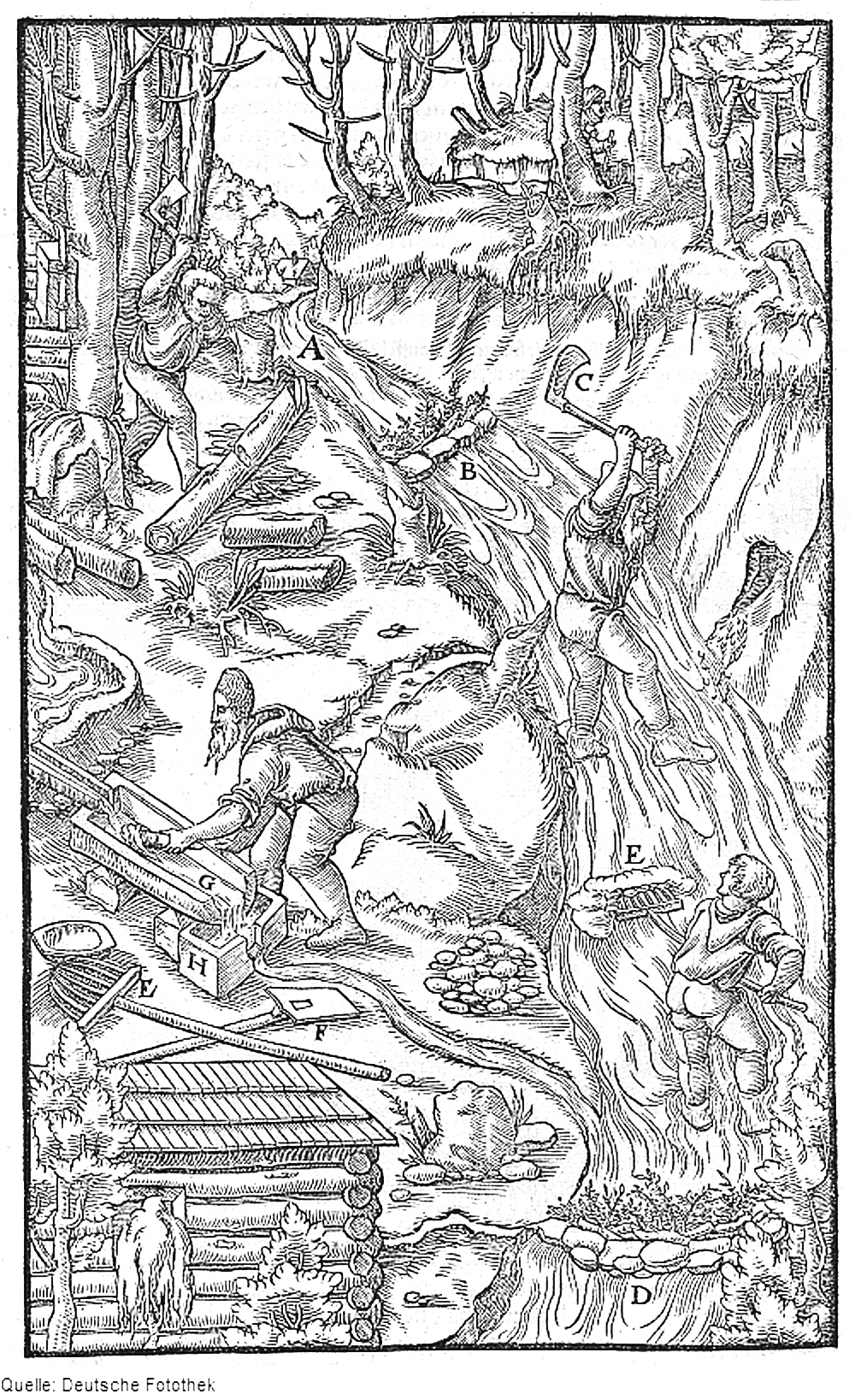
Een Seifner (rechts onder) aan het werk met een Seifengabel (Georg Agricola, De re metallica, postume druk uit 1580)

Seiffen is een plaatsje, waar vanaf de 15e eeuw tinerts werd gedolven en in zogenaamde Pochwerke (stampmolens) in stukjes geslagen werd, voorafgaande aan de verdere bewerking van het erts. De plaatsnaam kan zijn afgeleid van een andere nabewerking van tinerts, het door snel stromend water naar beneden jagen van ruw gesteente, waarbij de slak werd gescheiden van het tinerts bevattend gesteente. Met een op een riek lijkend gereedschap, een Seifengabel, werd het erts dan door een Seifner uit het water gezeefd.  Een snel stromend beekje, waar dit werk vaak gedaan werd, kreeg in het Ertsgebergte vaak de naam Seiffbach of Seiffe.
Heidelbach was van de 15e tot en met de 19e eeuw befaamd om een grote glasfabriek. Hiervan is vrijwel niets bewaard gebleven.
Vanaf de 18e eeuw werd Seiffen vooral bekend, omdat er veel houten kerstversiering en speelgoed werd (en nog wordt) gemaakt. De tinmijn was uitgeput geraakt, en men ging op houtbewerking over. De stampmolens werden omgebouwd tot molens, die houtdraaibanken aandreven. Hier werd de voor Seiffen en omgeving kenmerkende houtbewerking Reif(f)endrehen ontwikkeld. Op de draaibank wordt een houten ring (Reifen) gemaakt, die in de dwarsdoorsnede de vorm van het gewenste eindproduct heeft. De ring wordt daarna in plakjes gehakt of gezaagd, die de ruwe vormen van de te leveren houten figuurtjes hebben.  Reeds in de late 18e eeuw was er al sprake van markthandel te Neurenberg in te Seiffen gemaakt houten speelgoed en kerstversiering (Seiffenware). In de nazi- en de DDR-tijd was er reeds sprake van export van houten figuurtjes naar het buitenland; tot op de huidige dag is deze ambachtelijke bedrijfstak, naast het wandel- en wintersport-toerisme, en het met het gezonde bergklimaat samenhangende kuurbedrijf, de kurk, waarop de economie van Seiffen drijft.

## Bezienswaardigheden

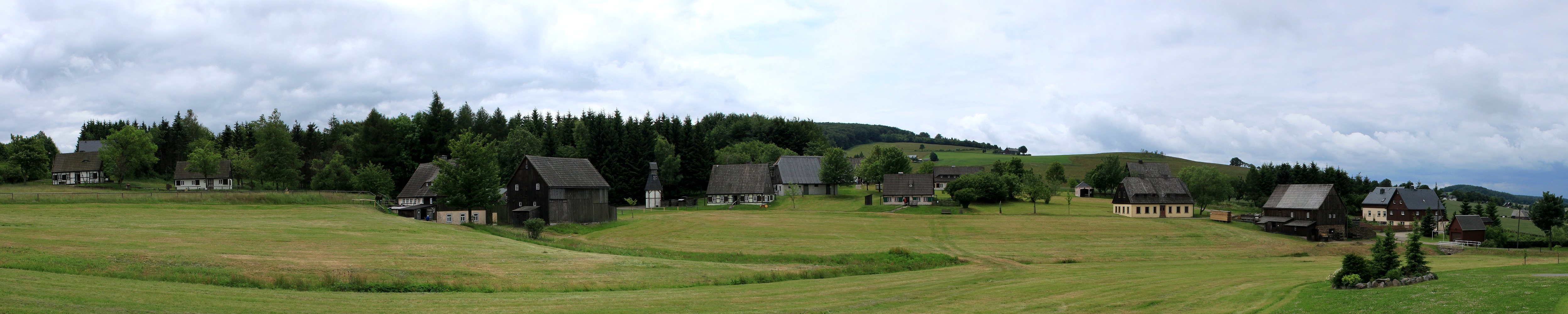
Erzgebirgisches Freilichtmuseum
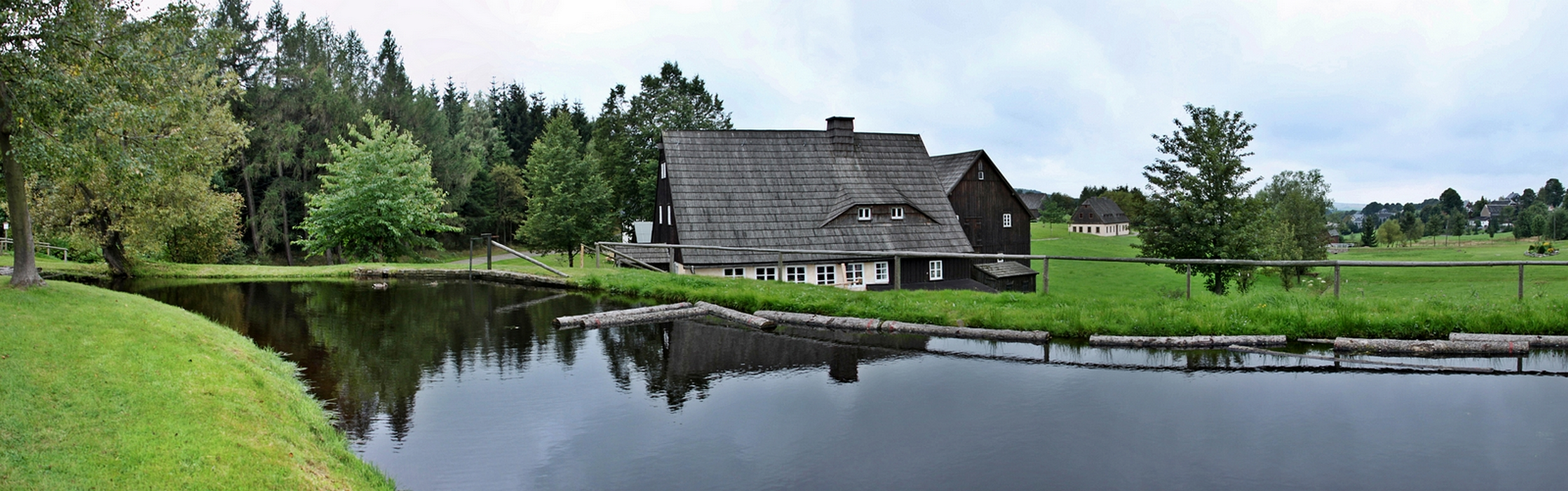
Watermolen met houtdraai-installatie in het complex
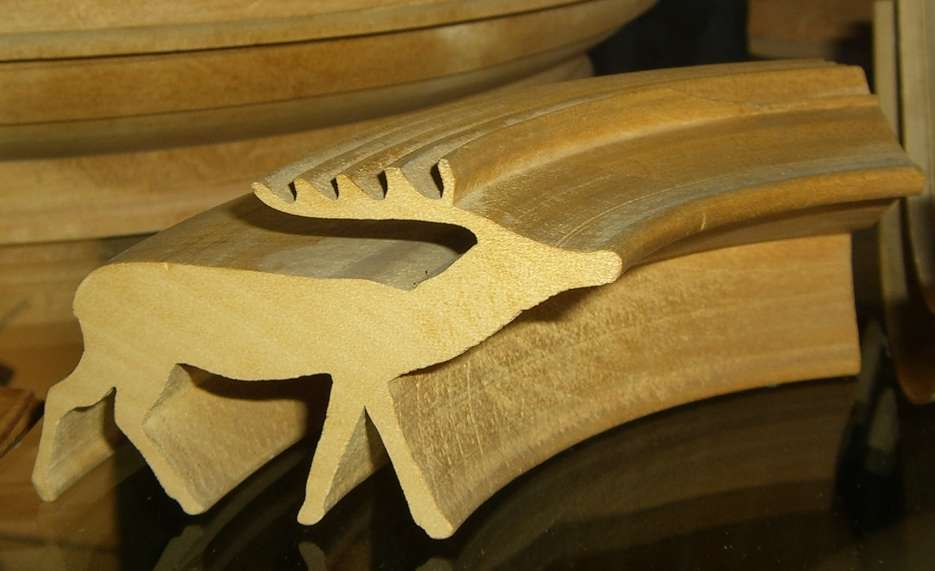
Deel van een houten ring (Reifen) met het profiel van een hert
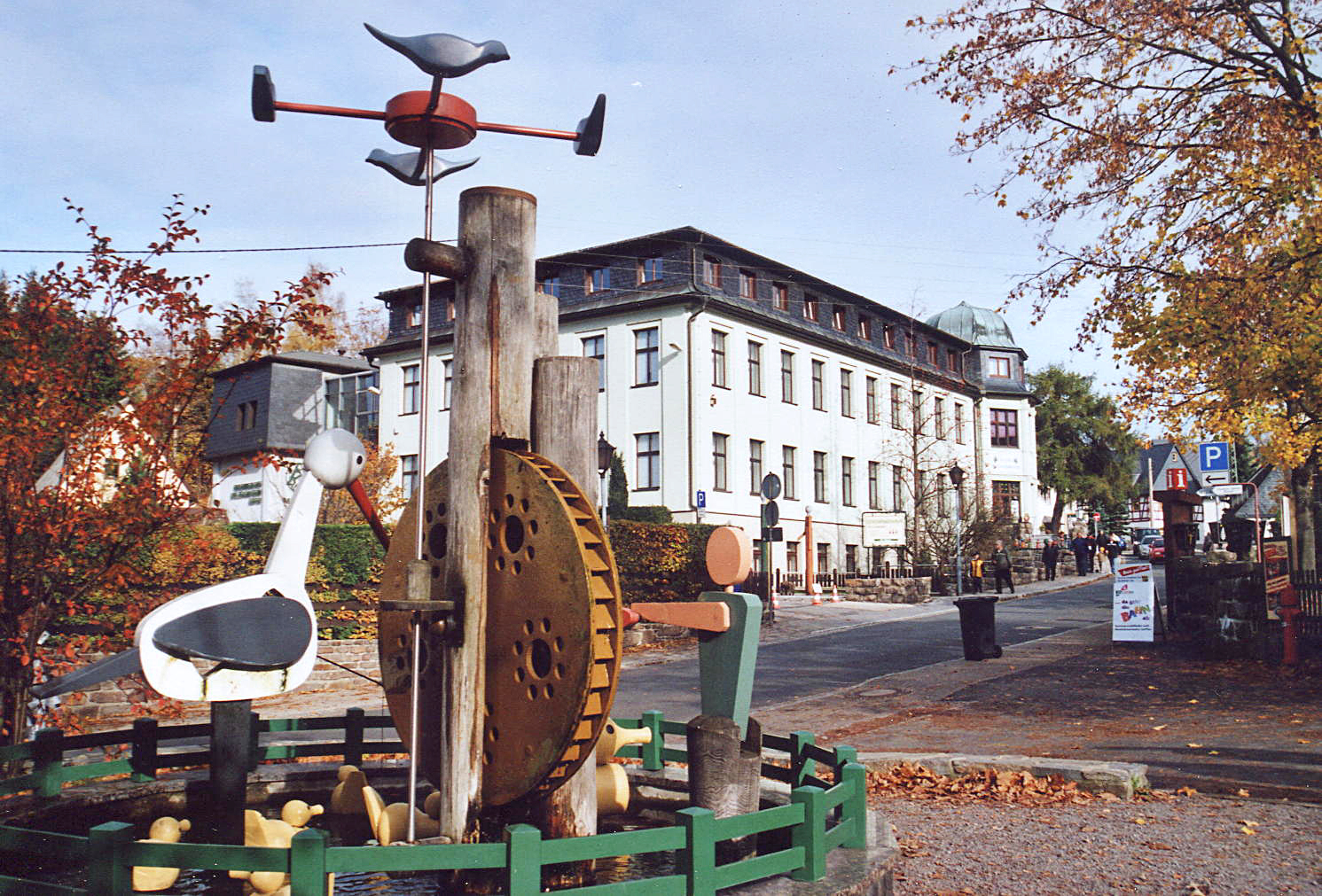
Hoofdgebouw Erzgebirgisches Spielzeugmuseum
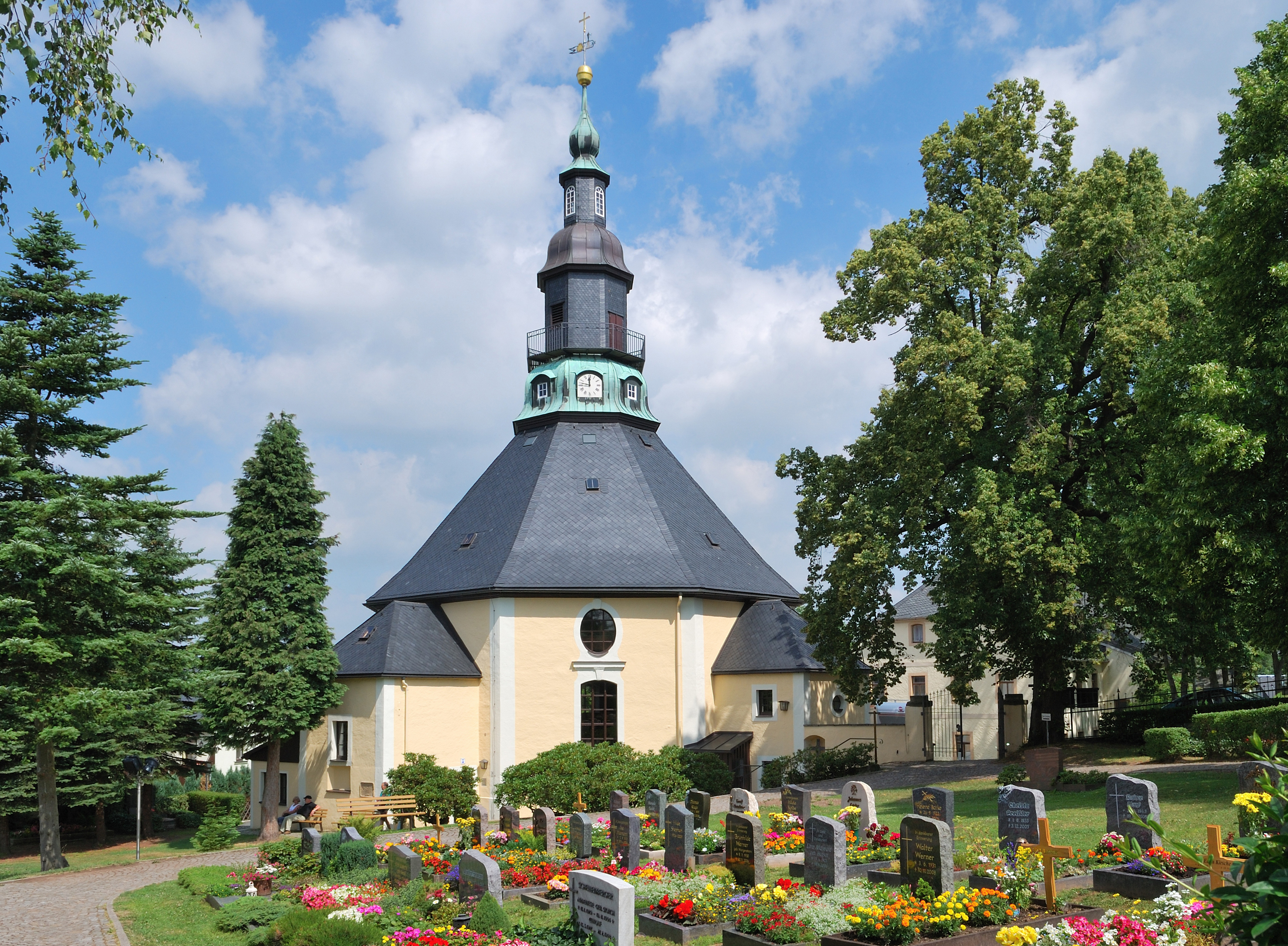
Evangelisch-lutherse kerk

Het in 1953 geopende Erzgebirgische Spielzeugmuseum Seiffen , aan de oostkant van het dorpje Heidelberg, maakt sinds 1973 deel uit van een uit 14 gebouwen bestaand openluchtmuseum, het Erzgebirgische Freilichtmuseum. Hier wordt de geschiedenis van de streek, en die van het maken van houten speelgoed e.d. getoond.
De evangelisch-lutherse dorpskerk dateert uit 1779 en heeft een bezienswaardig, barok interieur.